# سيمور فوغل
سيمور فوغل (بالإنجليزية: Seymour Fogel)‏ (و. 1911 – 1984 م) هو رسام، ونَحّات من الولايات المتحدة الأمريكية . ولد في مدينة نيويورك .

## التعليم
تعلم في Art Students League of New York.

## جوائز وترشيحات
حصل على جوائز منها:
- زمالة غوغنهايم.